# Clawhammer

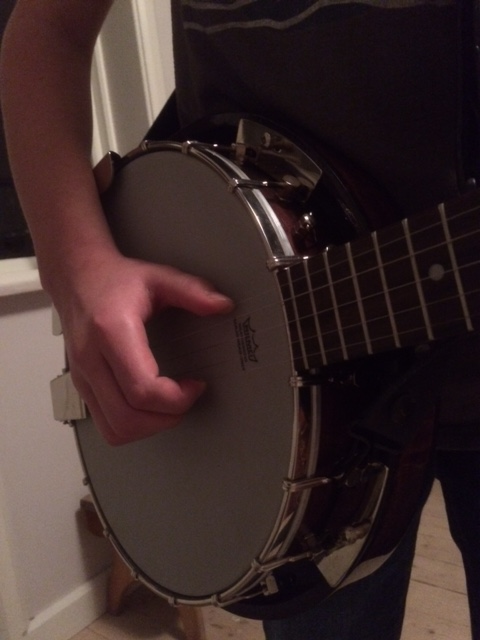
Korrekt handhållning för clawhammer.

Clawhammer är en rytmisk teknik som används vid banjo-spel. Clawhammer utförs genom att strängarna slås an med naglarna i en neråt-rörelse, i kontrast till klassiska banjons uppåt-rörelse. Bastonen spelas vanligtvis off-beat, alltså på andra och fjärde slaget i en 4/4-takt.
Clawhammer används även i mindre utsträckning på andra stränginstrument, främst gitarr och ukulele.

## Historia
När afrikanska slavar började fraktas till USA under 1600-talet tillverkade de banjor baserade på hemlandets musikkultur. Med dessa instrument utvecklades grunden för clawhammer och afrikanernas instrument utvecklades till tidiga versioner av den moderna banjon. När Joel Sweeney – den första vita amerikanska banjoisten – lärde sig spela banjo av lokala afrikaner blev han lärd att använda sig av clawhammer. När Sweeney började uppträda under början av 1830-talet introducerade han banjon till den vita befolkningen, och därav även clawhammer.
Under 1900-talet växte mer arpeggio- och melodibaserade banjotekniker fram tillsammans med bluegrassmusik och irländsk folkmusik – inte minst den så kallade "Scruggs style" eller trefinger-tekniken – vilket kom att minska clawhammers popularitet. Idag används clawhammer framförallt inom amerikansk "old time"-musik.